# Ranulf de Glanvill
Ranulf de Glanvill, talvolta scritto Glanvil o Glanville e italianizzato come Rainulfo di Glanville (Suffolk, 1112 circa – Acri, 1190), è stato un politico inglese: Gran giustiziere del Regno d'Inghilterra durante il regno di Enrico II e ritenuto l'autore del libro sul diritto medievale inglese.

## Biografia
Era nato circa nel 1112 a Stratford nel Suffolk ma ci sono poche informazioni circa i suoi primi anni di vita. Se ne è sentito parlare prima come High Sheriff dello Yorkshire, Warwickshire e Leicestershire dal 1163 al 1170 quando, insieme alla maggioranza degli "alti sceriffi", fu rimosso dall'incarico per corruzione. Tuttavia, nel 1173 era stato nominato "High Sheriff" del Lancashire e Custodian of the Honour (essenzialmente, barone) di Richmond.
Nel 1174, quando era High Sheriff di Westmorland, fu uno dei capi inglesi alla Battaglia di Alnwick, ed è a lui che il re di Scozia, Guglielmo il Leone, si arrese. Nel 1175, fu riconfermato High Sheriff di Yorkshire; nel 1176 divenne giudice della Curia regis ("Corte del re") e giudice itinerante nel circuito del Nord e nel 1180 Gran giustiziere d'Inghilterra.
Fu con la sua assistenza che Enrico II completò le sue famose riforme giudiziarie, anche se molte erano state effettuate prima che lui assumesse l'ufficio. Divenne il braccio destro del re e durante le frequenti assenze di re Enrico fu di fatto il reggente d'Inghilterra. Nel 1176 fu anche nominato custode della regina Eleonora d'Aquitania, che era confinata nei suoi appartamenti nel castello di Winchester.
Dopo la morte del re Enrico II nel 1189, Glanvill venne rimosso dal suo incarico da Riccardo Cuor di Leone il 17 settembre 1189 e imprigionato fino a quando non avesse pagato un riscatto, secondo una autorità, di £ 15.000. Poco dopo aver ottenuto la sua libertà partecipò alla terza crociata, morendo nell'Assedio di San Giovanni d'Acri nel 1190.
Rainulfo aveva sposato Bertha de Valognes; ebbero diverse figlie. Fondò due abbazie, entrambe nel Suffolk: Butley, per i Frati Neri (Domenicani), fu fondata nel 1171, e Leiston, per i Frati Bianchi (Carmelitani), nel 1183. Costruì anche un lebbrosario a Somerton, nel Norfolk.

## Tractatus de legibus

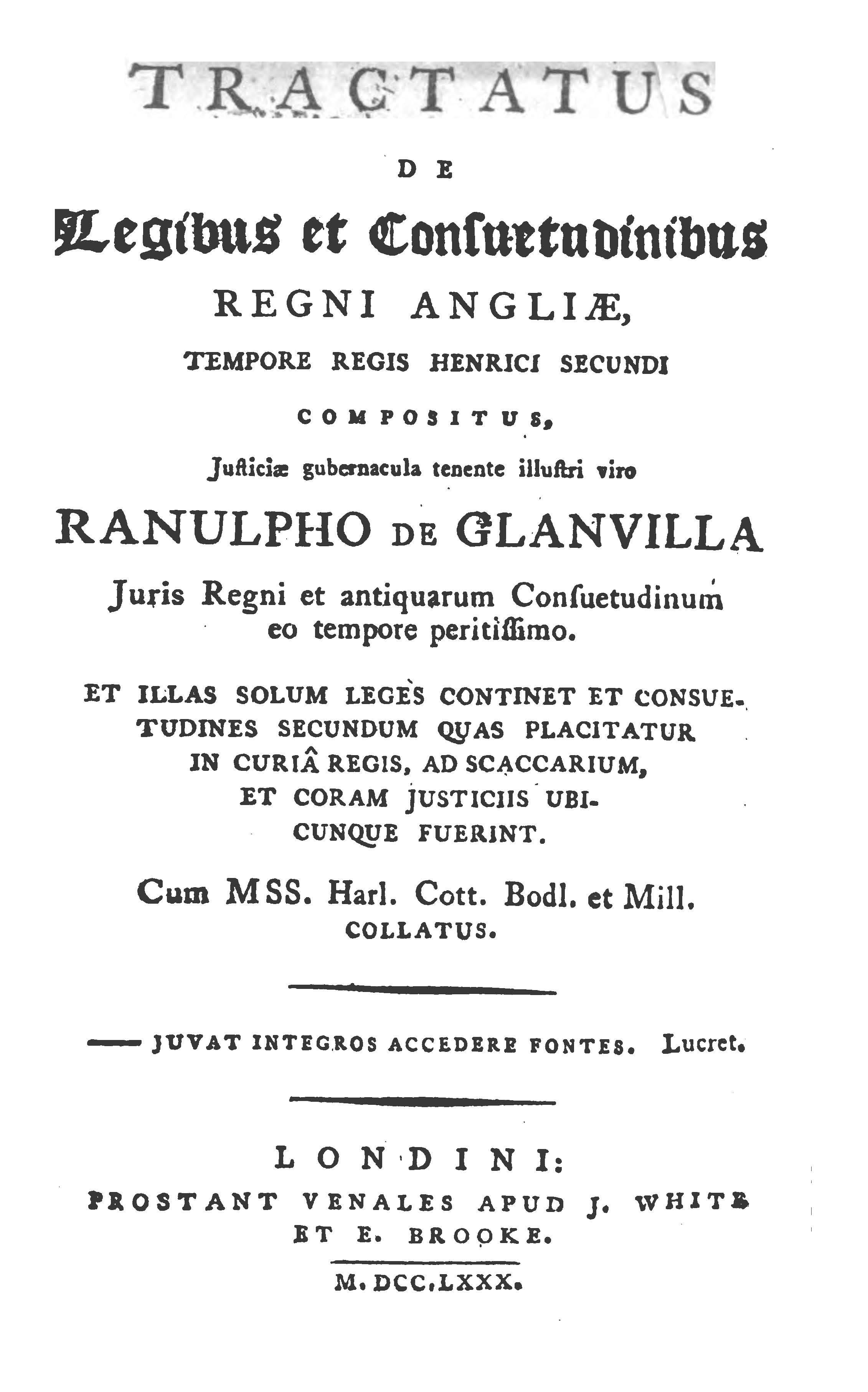
Tractatus de legibus et consuetudinibus regni Angliæ

Forse su insistenza di Enrico II, Glanvill scrisse o supervisionò la scrittura del Tractatus de legibus et consuetudinibus regni Angliae ("Trattato sulle leggi e costumi del Regno d'Inghilterra"), un trattato pratico sulle forme di procedura della "Corte del Re". Come fonte della nostra conoscenza per quanto riguarda la prima formazione della Curia regis, e per le informazioni sui leggi e costumi medievali inglesi è di grande valore per lo studente di storia. È stato generalmente accettato che l'opera di Rainulfo di Glanvill sia di data anteriore al libro della "legge scozzese" conosciuto dalle sue prime parole come Regiam Majestatem, che ha una stretta somiglianza con il suo "Tractatus".
Il Tractatus di Glanvill venne pubblicato la prima volta nel 1554 in latino. Una traduzione in inglese, con note e introduzione di John Beames, fu pubblicata a Londra nel 1812. Una versione francese si trova in vari manoscritti, ma non è mai stata stampata. Il trattato fu poi modificato e tradotto da G.D.G. Hall nel 1965 per la Oxford University Press.
La paternità del Tractatus è discussa: sebbene certamente redatto nell'ambito di Ranulf, altri candidati alla paternità o alla paternità, compreso il nipote di Ranulf Hubert Walter, Gran Giustiziere e Lord cancelliere d'Inghilterra sotto Riccardo I d'Inghilterra e Osbert fitzHervey.